# 东林镇 (绵阳市)
东林镇，是中华人民共和国四川省绵阳市游仙区曾经下辖的一个镇。原为东林乡，2016年撤乡设镇。2019年12月，撤销东林镇，将其所属行政区域划归石马镇管辖。

## 行政区划
东林镇撤销前下辖以下地区：
东林乡社区、石锣村、天坪村、飞凤村、狮庵村、五显村、团树村、金子山村、张家坪村和光明院村。